# Championnats d'Europe de beach-volley 2019
Navigation
Pays-Bas 2018 Jurmala 2020
Les Championnats d'Europe de beach-volley 2019, vingt-septième édition des Championnats d'Europe de beach-volley, ont lieu du 5 au 11 août 2019 à Moscou, en Russie. Les épreuves se tiennent au stade Loujniki.
La compétition est remportée chez les hommes par les Norvégiens tenants du titre Anders Mol et Christian Sørum, et chez les femmes par les Lettonnes Tīna Graudiņa et Anastasija Kravčenoka.

## Médaillés
| Épreuve   | Or                                           | Argent                                    | Bronze                                   |
| --------- | -------------------------------------------- | ----------------------------------------- | ---------------------------------------- |
| Messieurs | Norvège Anders Mol Christian Sørum           | Russie Ilya Leshukov Konstantin Semenov   | Autriche Martin Ermacora Moritz Pristauz |
| Dames     | Lettonie Tīna Graudiņa Anastasija Kravčenoka | Pologne Katarzyna Kociołek Kinga Wojtasik | Espagne Elsa Baquerizo Liliana Fernández |